# Château de Meillonnas
Le château de Meillonnas est un ancien château fort du XIVe siècle, plusieurs fois remanié, centre de la seigneurie de Meillonas, qui se dresse sur la commune de Meillonnas dans le département de l'Ain en région Auvergne-Rhône-Alpes.
Le château, en partie propriété de la commune, n'est pas ouvert au public, mais il est possible pour les spécialistes de le visiter.
Le château en totalité ainsi que les parcelles sur lesquelles il se trouve ainsi que les parcelles adjacentes et l'ancien lieu-dit « le pré aux fosses » font l’objet d’une inscription au titre des monuments historiques par arrêté du 4 juillet 2007.

## Situation
Le château de Meillonnas est situé dans le département français de l'Ain, sur la commune de Meillonnas, rue de l'Ancienne-Faïencerie.

## Histoire
La seigneurie de Meillonnas fut d'abord la possession des sires de Coligny et ce jusqu'aux premières années du XIIIe siècle, « puis elle passa, successivement, aux sires de la Tour-du-Pin, aux dauphins de Viennois, aux comtes palatins de Bourgogne, puis, en 1289 », au comte de Savoie Amédée V. « Vers 1325, Édouard, comte de Savoie, la donna à Humbert de Corgenon, bailli de Bresse, qui la transmit à Humbert, son second fils, lequel fit bâtir le château », vers 1350, « et obtint concession de la justice haute, moyenne et basse ».
« Jean de Corgenon, vivant en 1380, ne laissa que deux filles. La seigneurie de Meillonnas échut à l'aînée, Aimée, femme d'Urbain de La Chambre, dont elle eut Claude de La Chambre, père de Bonne de La Chambre, qui porta Meillonnas en mariage à Philibert de Seyssel, seigneur d'Aix. Philibert de Seyssel transmit sa seigneurie à ses deux fils, Gabriel et Louis de Seyssel, qui la possédèrent quelque temps indivise, et reçurent, en 1460, le droit d'y ériger des fourches patibulaires à quatre piliers. »
« Françoise de La Chambre, femme de Gabriel de Seyssel, resté seul seigneur de Meillonnas, recueillit la succession de François-Philibert de Seyssel, son fils, mort jeune, et la laissa, par son testament du 21 novembre 1529 à Charles de La Chambre, son neveu, « à la charge de porter le nom et les armes pures de Seyssel. » La terre de Meillonnas demeura dans la famille de la Chambre-Seyssel, jusqu'au 22 janvier 1740, époque où Victor-Amé de Seyssel Asinari la vendit, pour 61 900 livres, à Nicolas de Marron, écuyer. »
La reprise du château et du titre par son neveu, Gaspard Constant Hugues de Marron, et son épouse, Marie-Anne Carrelet de Marron, vont ouvrir une nouvelle page d'histoire pour Meillonnas. Cette famille en avait encore la jouissance, en titre de baronnie, lors de la convocation des États-Généraux.
Le château sera le siège d'une « manufacture en fayance » qui fera connaître très loin le village de Meillonnas.

## Description
Du château construit à partir de 1350 il subsiste de nombreuses traces : trois tours, murailles... et l'église elle-même construite appuyée sur une tour. Le château, avant la Révolution comprenait alors six tours, ainsi que nombreuses dépendances. 
L'édifice possède des peintures murales des XVe – XVIe siècles.